# Урзенбах (Берн)
Урзенбах (нем. Ursenbach BE) — коммуна в Швейцарии, в кантоне Берн. 
Входит в состав округа Аарванген. Население составляет 898 человек (на 31 декабря 2006 года). Официальный код — 0344| 

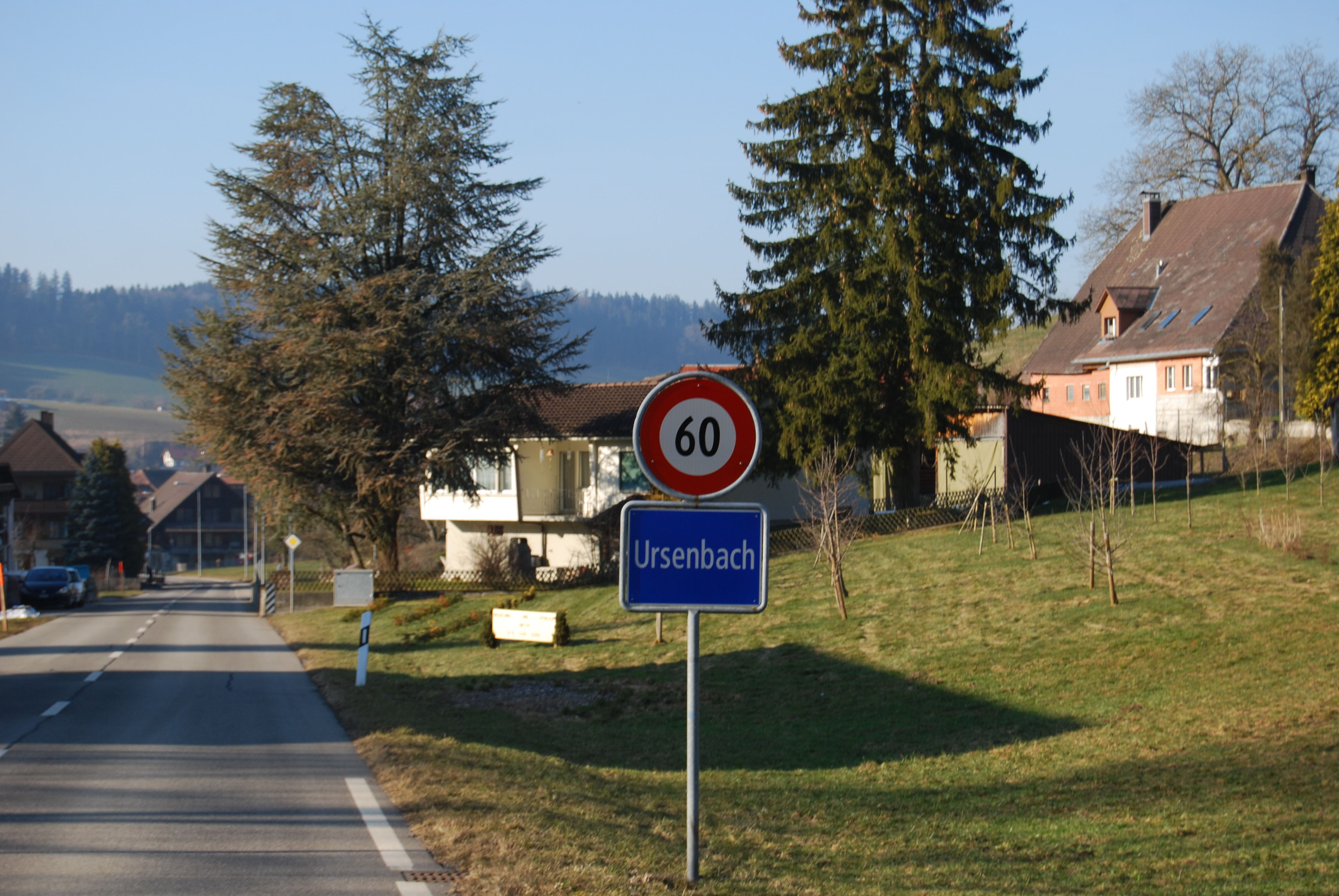
Урзенбах

PLZ = 4937.